# ネルソン地方
ネルソン地方（ネルソンちほう、英: Nelson Region）は、ニュージーランドの南島北部に位置する地方。中心都市はネルソン。

## 概要
周辺地域は445平方キロメートル。ニュージーランドに16ある地方の中では最も小さい。周辺人口は4万4300人（2006年）。南島の北部に位置し、マールボロ地方とタスマン地方に隣接する。同国の中央部に位置するため“ニュージーランドの中心”とも呼ばれる。

## 地理
ワインの産地として知られる。ブドウの栽培と醸造所は主にリッチモンドからネルソン、ブレナム周辺に集中しているため、近辺はワイン街道と呼ばれることもある。

## その他
年間を通して温暖な気候と海や山に面した地形から人気がある。ニュージーランドの調査会社UMRの「ニュージーランド幸せ度調査」では最も幸せな地方として高評価を獲得している。